# Désenchantées
Production
Diffusion
Désenchantées est une série télévisée franco-belge réalisée par David Hourrègue d'après un scénario de  Claire Kanny, Solenn Le Priol et Chloé Glachant.
Cette fiction, adaptée du roman Désenchantées de Marie Vareille, est une coproduction de Banijay Studios France, de la société belge Beside Productions, de France Télévisions et de Pictanovo.

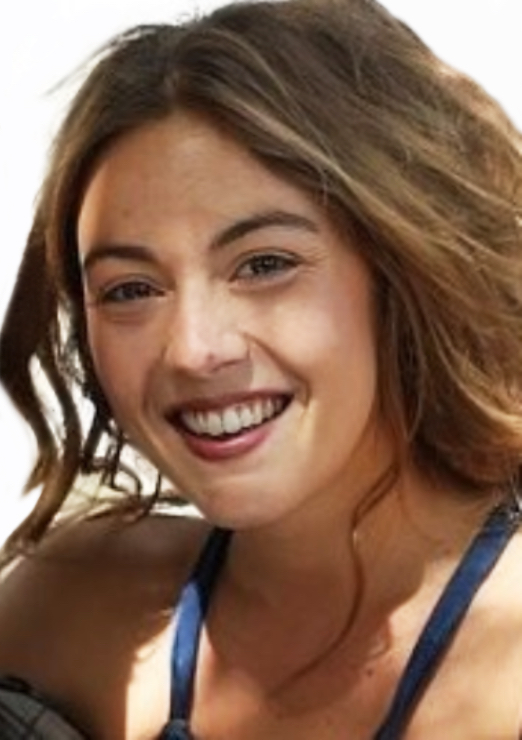
Constance Labbé.

## Distribution
- Constance Labbé : Angélique
- Marie Denarnaud : Fanny
- Élodie Frenck :
- Fleur Geffrier :
- Marc Ruchmann :
- Jonas Bloquet :
- Steve Driesen :
- Daphné Girard Lecoanet: Lilou
- Capucine Malarre :
- Kali Boisson :
- Nelligan : Sarah Leroy
- Simon Rodzynek : Eder

## Production

### Genèse et développement
Cette fiction, adaptée du roman Désenchantées de Marie Vareille paru en 2022 aux éditions Charleston, est une coproduction de Banijay Studios France, de la société belge Beside Productions, de France Télévisions et de Pictanovo, réalisée pour France 2 avec le soutien de la région Hauts-de-France,,,,.
La série est créée par Claire Kanny, Solenn Le Priol d'après le roman Désenchantées de Marie Vareille paru en 2022 aux éditions Charleston, écrite par Claire Kanny, Solenn Le Priol et Chloé Glachant, et réalisée par David Hourrègue,,,,.
La production est assurée par Carole Della Valle,.

### Tournage
Le tournage de la série commence le 4 février et est prévu jusqu'au 25 mars 2025 en région Hauts-de-France,,.
Des scènes sont tournées sur la Côte d'Opale et dans la baie de Somme, entre autres à Ambleteuse, à Étaples, à Wissant, au cap Blanc-Nez, au cap Gris-Nez, à Abbeville, à Ault et au Crotoy,,,.

### Fiche technique
Sauf indication contraire, les informations mentionnées dans cette section peuvent être confirmées par la base de données cinématographiques Allociné,  présente dans la section « Liens externes ».
- Titre français : Désenchantées
- Genre : Drame
- Production : Carole Della Valle[2],[4]
- Sociétés de production : Banijay Studios France, Beside Productions, France Télévisions et Pictanovo[1],[2],[3],[4]
- Société de distribution : France Télévisions[1],[2],[3],[6]
- Réalisation : David Hourrègue[1],[3],[6],[4],[7]
- Scénario : Claire Kanny, Solenn Le Priol et Chloé Glachant[1],[2],[3],[4],[7]
- Musique : Audrey Ismael[2]
- Pays de production :  France /  Belgique
- Langue originale : français
- Format : couleur
- Nombre de saisons : 1
- Nombre d'épisodes : 4
- Durée : 52 minutes
- Dates de première diffusion :